# وزیران امور خارجه مصر
فهرست وزیران خارجهٔ مصر در ذیل فهرست کسانی که وزارت خارجهٔ مصر در این کشور متصدی شده‌اند آمده است.

## قرن نوزدهم

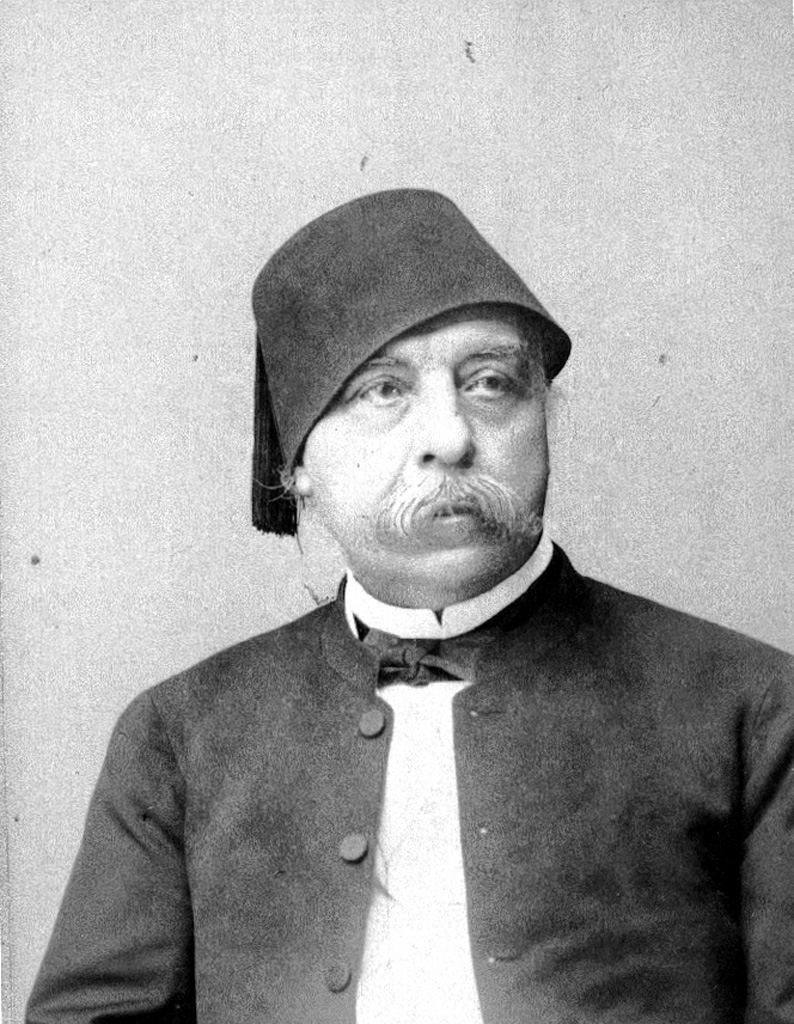
نوبار پاشا

- ۱۸۲۶ ـ ۱۱ ژانویه ۱۸۴۴: بوغوس بک یوسفیان
- ۱۳ ژانویه ۱۸۴۴ ـ ۱۴ سپتامبر ۱۸۵۰: آرتین بک جراقیان
- ۲۰ سپتامبر ۱۸۵۰ ـ ۲۰ نوامبر ۱۸۵۳: استپان دمرجیان بک
- ۲۱ ژوئیه ۱۹۵۲ ـ ۲۳ دسامبر ۱۸۵۵: ابراهیم ادهم پاشا
- ۱۴ اکتبر ۱۸۵۴ ـ ۲ اکتبر ۱۸۵۷: استپان دمرجیان بک
- ۱۸۵۸ ـ ۱۸۷۴: نوبار پاشا نوباریان
- ۱۸۷۵ ـ ۱۸۷۸: نوبار پاشا نوباریان
- ۱۸۷۸ ـ ۱۸۷۹: نوبار پاشا (برای بار اول)
- ۱۸۷۹: علی ذو الفقار پاشا (برای بار اول)
- ۱۸۷۹: محمد شریف پاشا (برای بار اول)
- ۱۸۷۹ ـ ۱۸۸۲: مصطفی فهمی پاشا
- ۲۰ ژوئن ـ ۲۷ اوت ۱۸۸۲: اسماعیل راغب پاشا:
- ۲۸ اوت ۱۸۸۲ ـ ۷ ژانویه ۱۸۸۴: محمد شریف پاشا (برای بار دوم)
- ۱۰ ژانویه ۱۸۸۴ ـ ۷ ژوئن ۱۸۸۸: نوبار پاشا (برای بار دوم)
- ۱۱ ژوئن ۱۸۸۸ ـ ۱۳ مه ۱۸۹۱: علی ذو الفقار پاشا (برای بار دوم)
- ۱۴ مه ۱۸۹۱ ـ ۱۵ آوریل ۱۸۹۴: دکران دابرو پاشا
- ۱۶ آوریل ۱۸۹۴ ـ ۲۳ فوریه ۱۹۱۰: بطرس غالی پاشا

## قرن بیستم خلال پادشاهی

### دورانعباس حلمی دوم

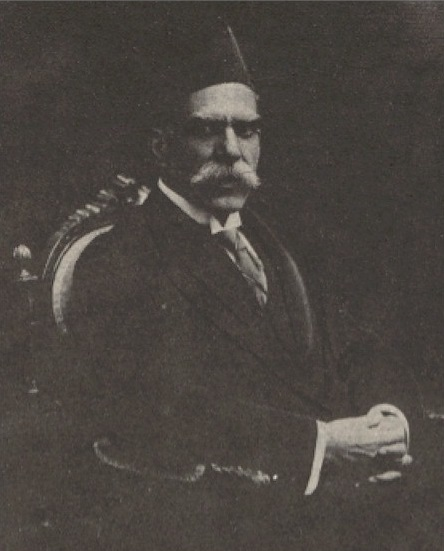
یوسف وهبه پاشا

- ۲۳ فوریه ۱۹۱۰ ـ ۱۵ آوریل ۱۹۱۲: حسین رشدی پاشا (وزارت محمد سعید پاشا)
- ۱۵ آوریل ۱۹۱۲ ـ ۵ آوریل ۱۹۱۴: یوسف وهبه پاشا (کابینهٔ محمد سعید پاشا)
- ۵ آوریل ـ ۱۸ دسامبر ۱۹۱۴: عدلی یکن پاشا (کابینهٔ حسین رشدی پاشا)

### دوران پادشاهیحسین کامل
- منصب خالی شد؛ زیر جنگ جهانی اول شروع شد.

### دوران پادشاهیفؤاد یکم
- ۱ مارس ـ ۲۹ نوامبر ۱۹۲۲: عبدالخالق ثروت پاشا (برای بار اول)
- ۳۰ نوامبر ۱۹۲۲ ـ ۹ فوریه ۱۹۲۳: محمود فخری پاشا (وزارت محمد توفیق نسیم پاشا)
- ۱۵ مارس ۱۹۲۳: احمد حشمت پاشا (وزارت یحیی ابراهیم پاشا)
- ۱۹۲۳ ـ ۱۹۲۴: محمد توفیق رفعت پاشا
- ۱۹۲۴: واصف بطرس غالی (برای بار اول)
- ۱۹۲۴ ـ ۱۹۲۶: احمد زیور پاشا
- ۱۹۲۶ ـ ۱۹۲۷: عبد الخالق ثروت پاشا (برای بار دوم)
- ۱۹۲۷ ـ ۱۹۲۸: مرقص حنا پاشا
- ۱۹۲۸: واصف بطرس غالی (برای بار دوم)
- ۱۹۲۸ ـ ۱۹۲۹: حافظ عفیفی بک (برای بار اول)
- ۱۹۲۹ ـ ۱۹۳۰: احمد مدحت یکن پاشا
- ۱۹۳۰: واصف بطرس غالی پاشا (برای بار سوم)
- ۱۹۳۰: حافظ عفیفی بک (برای بار دوم)
- ۱۹۳۰ ـ ۱۹۳۳: عبد الفتاح یحیی ابراهیم پاشا (برای بار اول)
- ۱۹۳۳: نخله جورج المطیعی پاشا
- ۱۹۳۳: صلیب سامی بک (برای بار اول)
- ۱۹۳۳ ـ ۱۹۳۴: عبد الفتاح یحیی ابراهیم پاشا (برای بار دوم)
- ۱۹۳۴ ـ ۱۹۳۵: کامل ابراهیم بک
- ۱۹۳۵ ـ ۱۹۳۶: عزیز عزت پاشا
- ۱۹۳۶: علی ماهر پاشا (برای بار اول)

### دورانفاروق یکم

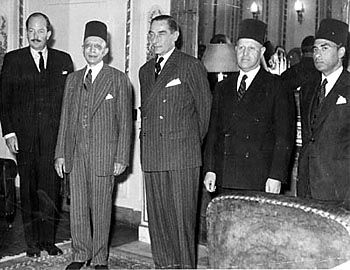
وزیر امور خارجه مصری عبد الخالق حسونه (دوم از راست) خلال گفتگو با انگلیس برای خارج شدن بیگانگان از کانال سوئز سال ۱۹۵۲

- ۱۹۳۶ ـ ۱۹۳۷: واصف بطرس غالی پاشا (برای بار چهارم)
- ۱۹۳۷ ـ ۱۹۳۹: عبد الفتاح یحیی ابراهیم پاشا (برای بار سوم)
- ۱۹۳۹ ـ ۱۹۴۰: علی ماهر پاشا (برای بار دوم)
- ۱۹۴۰: حسن صبری پاشا
- ۱۹۴۰ ـ ۱۹۴۱: حسین سری پاشا (برای بار اول)
- ۱۹۴۱ ـ ۱۹۴۲: صلیب سامی بک (برای بار دوم)
- ۱۹۴۲ ـ ۱۹۴۴: مصطفی النحاس پاشا
- ۱۹۴۴ ـ ۱۹۴۵: محمود فهمی النقراشی پاشا (برای بار اول)
- ۱۹۴۵ ـ ۱۹۴۶: عبد الحمید بدوی پاشا
- ۱۹۴۶: احمد لطفی السید پاشا
- ۱۹۴۶: ابراهیم عبد الهادی پاشا
- ۱۹۴۶ ـ ۱۹۴۷: محمود فهمی النقراشی پاشا (برای بار دوم)
- ۱۹۴۷ ـ ۱۹۴۸: احمد محمد خشبه پاشا (برای بار اول)
- ۱۹۴۸ ـ ۱۹۴۹: ابراهیم دسوقی اباظه پاشا
- ۱۹۴۹: احمد محمد خشبه پاشا (برای بار دوم)
- ۱۹۴۹ ـ ۱۹۵۰: حسین سری پاشا (برای بار دوم)
- ۱۹۵۰ ـ ۱۹۵۲: محمد صلاح الدین بک
- ۱۹۵۲: علی ماهر پاشا (برای بار سوم)
- ۱۹۵۲: عبد الخالق حسونه (برای بار اول)
- ۱۹۵۲: حسین سری پاشا (برای بار سوم)
- ۱۹۵۲: عبد الخالق حسونه (برای بار دوم)

## قرن بیستم خلال جمهوری مصر

### دورانمحمد نجیب
- ۱۹۵۲: علی ماهر پاشا (برای بار چهارم)
- ۱۹۵۲: احمد محمد فراج طایع
- ۱۹۵۲ ـ ۱۹۶۴: محمود فوزی (در زمان جمال عبدالناصر ابقا شد)

### دورانجمال عبدالناصر
- ۱۹۶۴ ـ ۱۹۷۲: محمود ریاض (تا اوایل دوران انور سادات ادامه یافت)

### دورانمحمد انور السادات
- ۱۹۷۲: محمد مراد غالب
- ۱۹۷۲ ـ ۱۹۷۳: محمد حسن الزیات

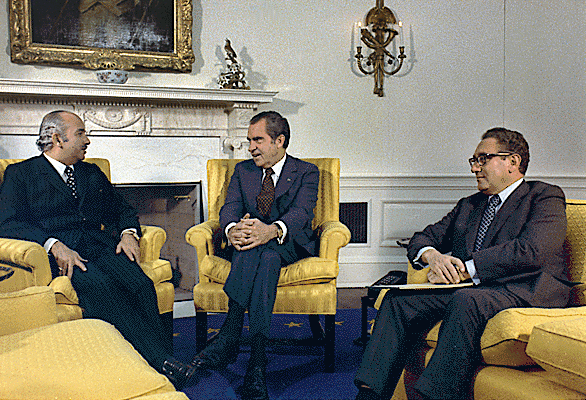
وزیر خارجه مصر اسماعیل فهمی (آخری از چپ) با رئیس‌جمهور آمریکا ریچارد نیکسون (در وسط) و وزیر خارجه‌اش هنری کیسینجر (در راست) در اکتبر ۱۹۷۳

- ۱۹۷۳ ـ ۱۹۷۷: اسماعیل فهمی (پدر وزیر خارجه نبیل فهمی): در زمان قرارداد کامپ دیوید استعفا داد.
- ۱۹۷۷: بطرس بطرس غالی (برای بار اول)
- ۱۹۷۷ ـ ۱۹۷۸: محمد ابراهیم کامل
- ۱۹۷۸ ـ ۱۹۷۹: بطرس بطرس غالی (برای بار دوم)
- ۱۹۷۹ ـ ۱۹۸۰: مصطفی خلیل
- ۱۹۸۰ ـ ۱۹۸۴: کمال حسن علی (تا اوایل دوران حسنی مبارک ادامه یافت)

### دورانحسنی مبارک
- ۱۹۸۴ ـ ۱۹۹۱: احمد عصمت عبدالمجید
- ۱۹۹۱ ـ ۲۰۰۱: عمرو موسی

## قرن بیست و یکم

### ادامهٔ: دوران محمد حسنی مبارک
- ۲۰۰۱ ـ ۲۰۰۴: احمد ماهر
- ۲۰۰۴ ـ ۲۰۱۱: احمد ابوالغیط (تا اوایل شورای عالی نیروهای مسلح مصر ادامه یافت)

### دورانشورای عالی نیروهای مسلح مصر
- ۲۰۱۱: نبیل العربی
- ۲۰۱۱: محمد العرابی
- ۲۰۱۱ ـ ۲۰۱۳: محمد کامل عمرو (تمام دوران ریاست محمد مرسی را در بر گرفت)

### دورانعدلی منصور

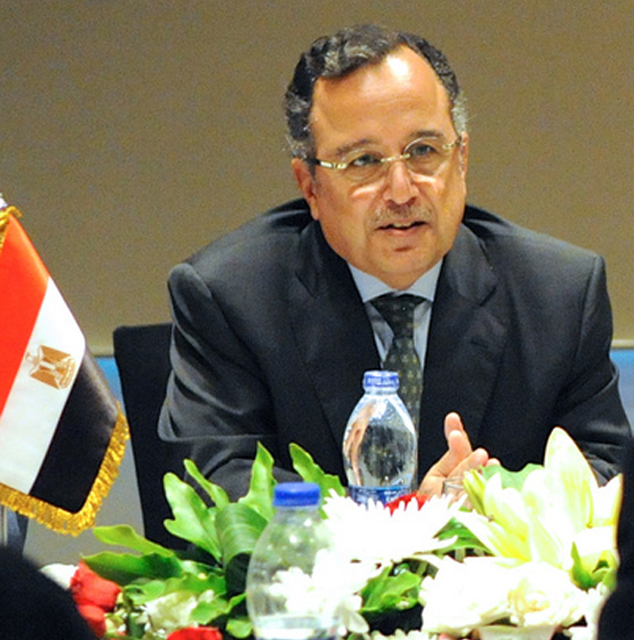
نبیل فهمی

- ۲۰۱۳ ـ ۲۰۱۴: نبیل فهمی

### دورانعبدالفتاح السیسی
- ۲۰۱۴- تاکنون: سامح شکری